# بيت قرعة (الشعر)

تعديل مصدري - تعديل

بيت قرعة هي إحدى قرى عزلة المفتاح بمديرية الشعر التابعة لمحافظة إب، بلغ تعداد سكانها 447 نسمة حسب تعداد الجمهورية اليمنية لعام 2004.